# Wapen van Coahuila de Zaragoza
Het wapen van Coahuila de Zaragoza is het officiële symbool van Coahuila de Zaragoza, een van de staten van Mexico, gelegen in het noorden van het land. Het werd aangenomen op 23 oktober 1942.
Het wapen bestaat uit een schild met een brede rand waarin de naam van de staat is vermeld. Het centrale deel van het schild is in drieën onderverdeeld. Onderin komt de zon op boven de bossen als verwijzing naar de Mexicaanse Revolutie die mede in Coahuila begon (de naam van de staat is afgeleid van het lokale woord voor "bossen"). Het rechter deel toont een klimmende leeuw en een van de zuilen van Hercules met daaromheen de tekst Plus Ultra (Steeds Verder); dit verwijst naar het wapen van Badajoz. Badajoz is een stad in Extremadura, Spanje, en vanuit hier trokken veel mensen naar Coahuila, waardoor dat gebied als Nieuw-Extremadura bekend werd. Het linker deel toont een boom en twee wolven als verwijzing naar het deel van Coahuila dat tot 1787 onder Nieuw-Biskaje viel.
Het wapen staat centraal in de niet-officiële vlag van Coahuila de Zaragoza.